# 沼田場

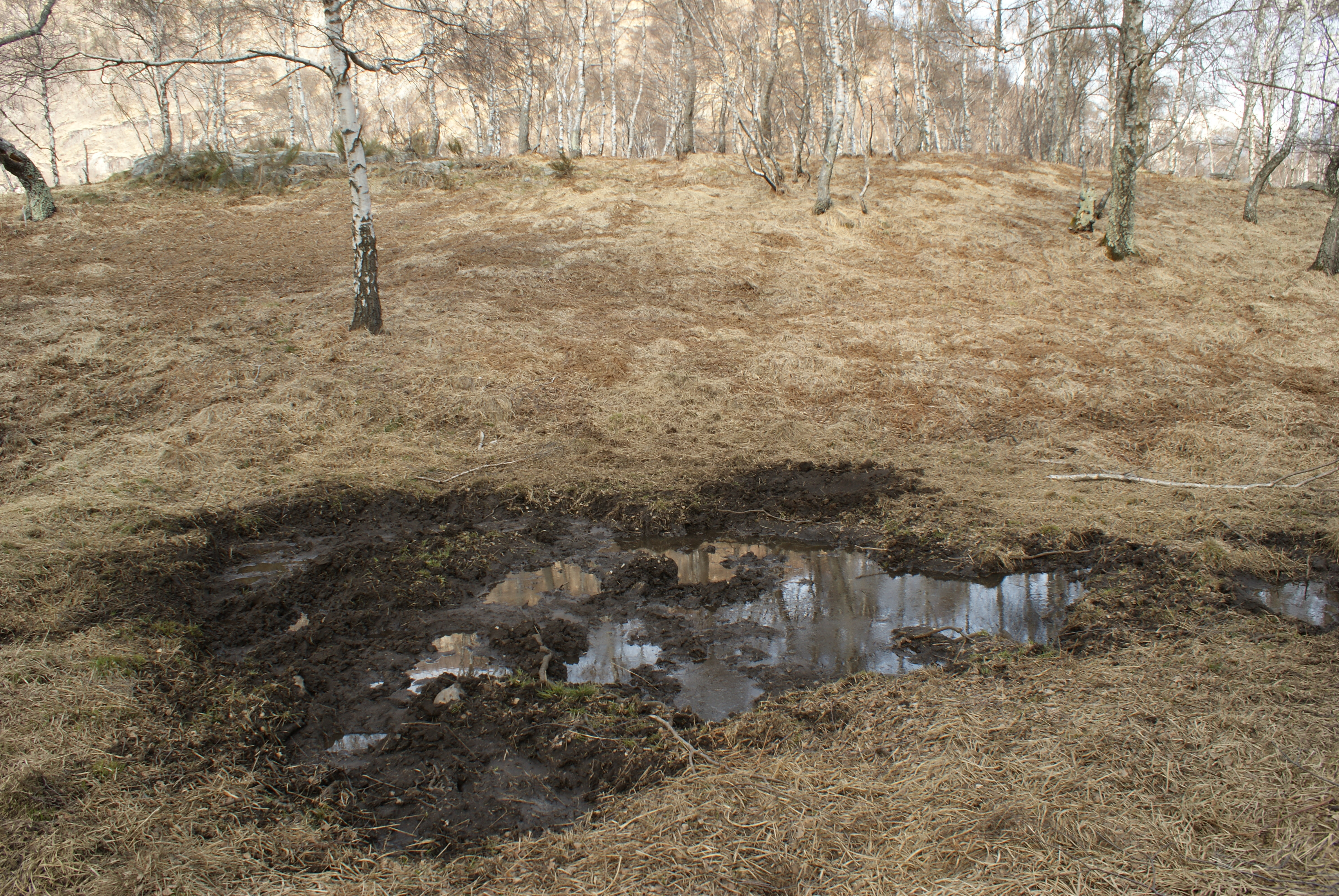
ぬた場。スイスティチーノ州ロカルノ郡テレ・ディ・ペデモーテの森にて。2010年4月19日。

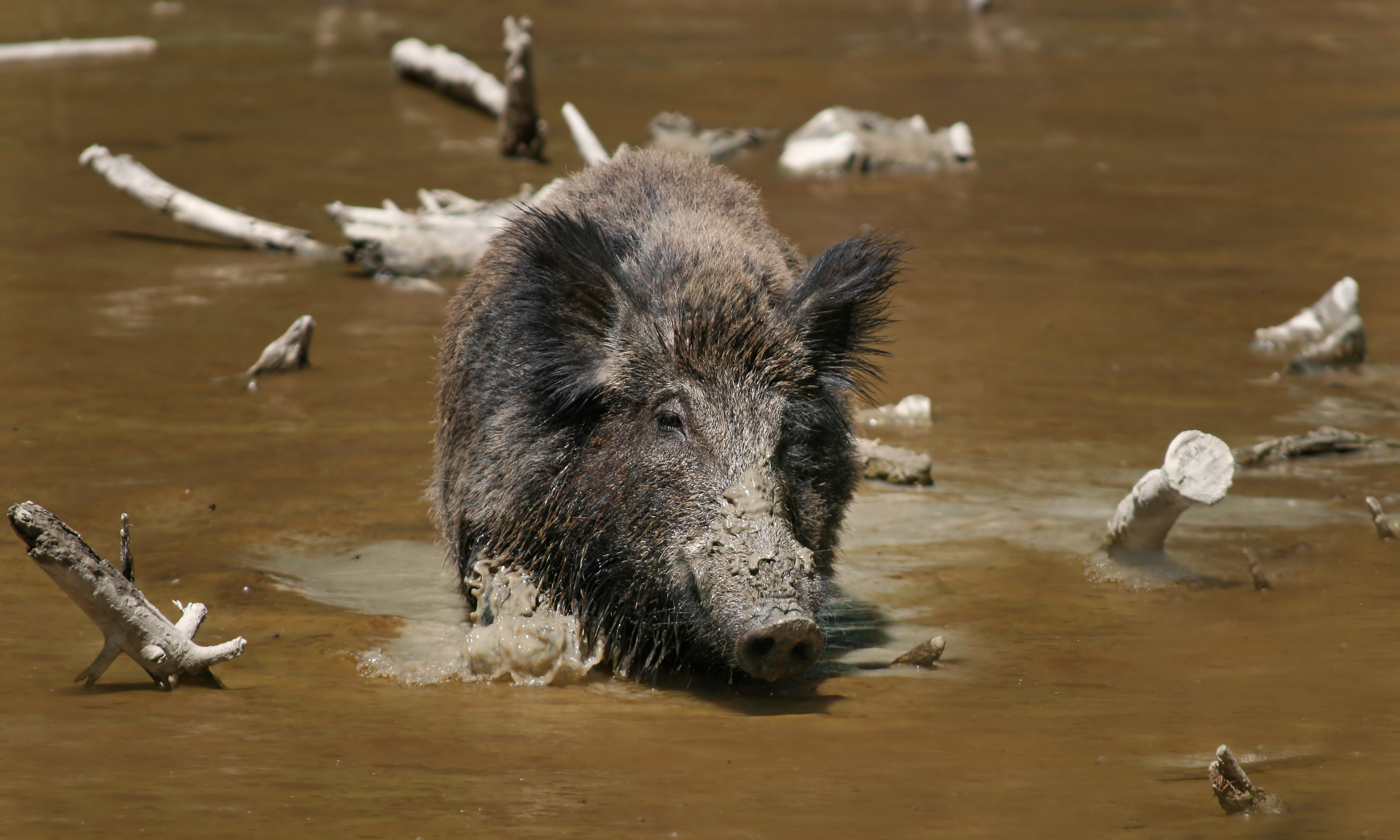
ぬた場のイノシシ。ドイツミュンヘン近郊のグリュンヴァルダーの森にて。2007年5月22日。

沼田場（ぬたば、英語: wallow、ドイツ語: Suhle、ヌタ場、ぬた場）とは、イノシシやシカなどの動物が、体表に付いているダニなどの寄生虫や汚れを落とすために泥を浴びるぬたうち（ぬた打ち、英: Wallowing）を行う場所のこと。ノタ場とも呼ばれる。

## 概説
沼、湖や川の畔、休耕田なども使われるが、谷筋の一定の場所が繰り返し使われることがある。
日本の猟師の間ではぬた場に、山の神がいて、祈ることで獣が現れると考えられていた。
日本の神奈川県東丹沢地域での観察によれば、ヌタ場で最も多い行動は動物の種類、ニホンジカ、イノシシ、タヌキ、アナグマによって異なるとことが判明した。ニホンジカは飲水（オスに限るとヌタ浴び）、イノシシはヌタ浴び、タヌキとアナグマは臭い嗅ぎが最も多い行動で、ニホンジカのメスにとってヌタ場は塩場としての機能も有している可能性があることが報告されている。

## ぬたうちの類似例
体表をきれいにする行動には、大型哺乳類の泥浴び、鯨類のブリーチング や 皮膚の剥離化（Exfoliate：スクラッチャソン（scratchathon）やラビング（rubbing）) のほか、スズメなどの鳥類や哺乳類の砂浴び 、ヒトの入浴にも該当する水浴び、一部の鳥類に見られる蟻浴 などがある。

## 関係する表現
日本語では「沼田（ぬた）」だけで、泥の深い田んぼのことさし、イノシシの寝床、あるいは泥土をさす場合もある。
イノシシや獣が泥土の上をころげまわる様は、日本語で「ぬたうつ」（あるいは「のたうつ」）といい、その行動は「ぬたうち（ぬた打ち）」、あるいは「ヌタ浴び」と表現される。

## ギャラリー

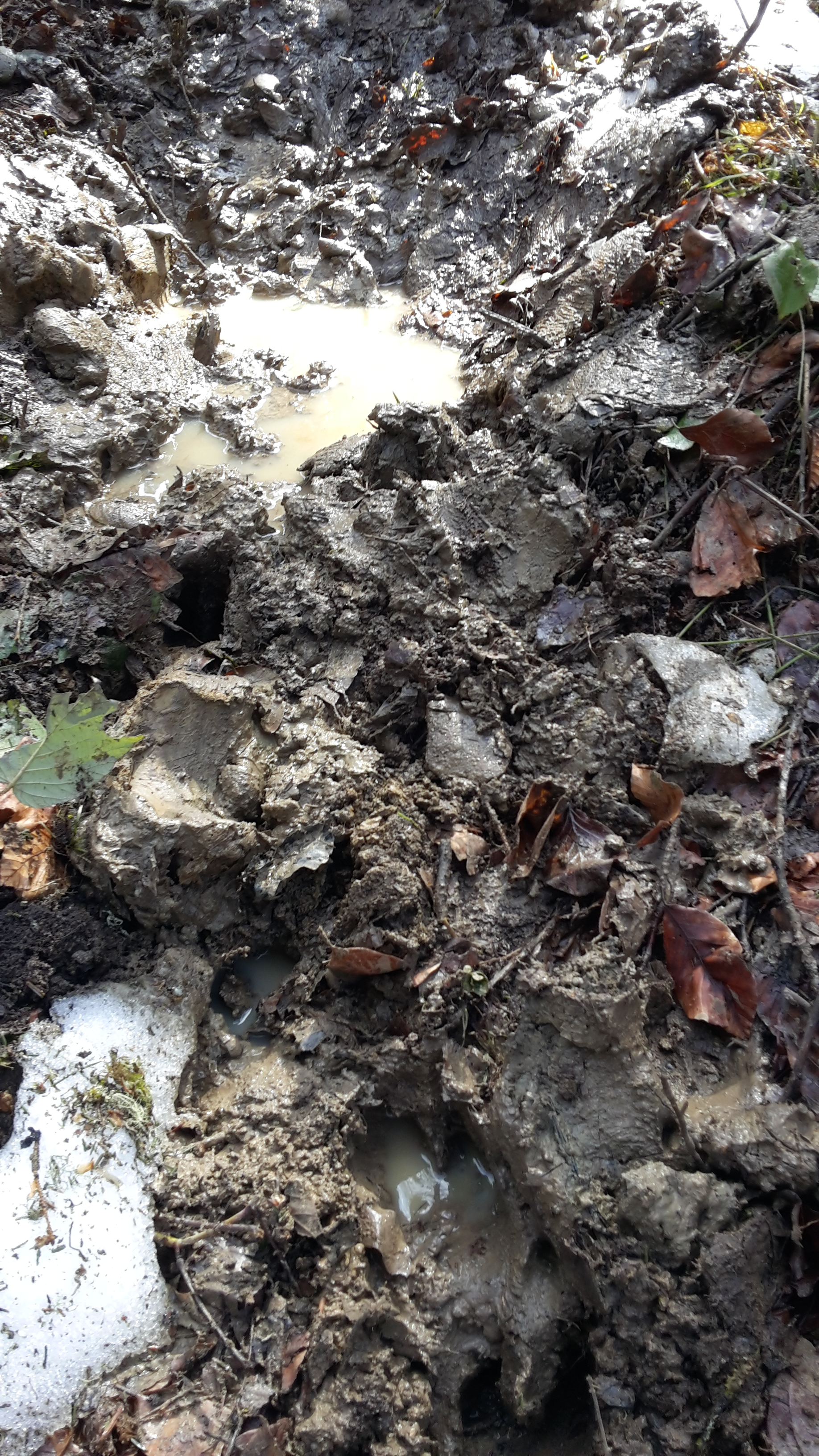
イノシシのぬた場。ジョージアリカニ（英語版）近郊のボルジョミハラガウリ国立公園（グルジア語版、英語版）内にて。2016年2月27日。
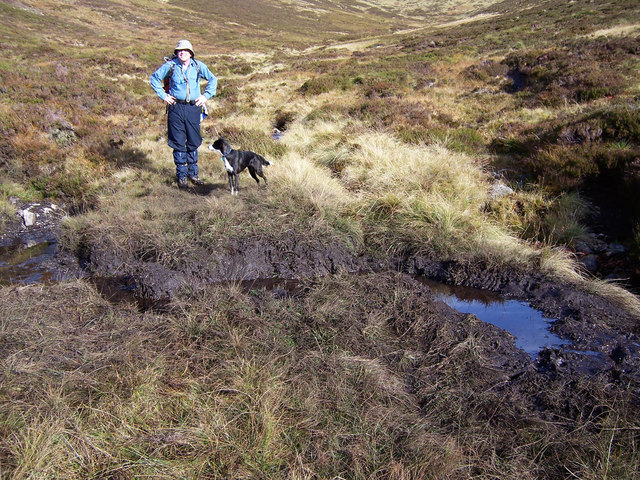
シカのぬた場。スコットランドケアンゴームズ国立公園（スコットランド語版、英語版）内にて。2007年10月7日。北緯56度49分23秒 西経3度43分06秒 / 北緯56.82319度 西経3.7183度
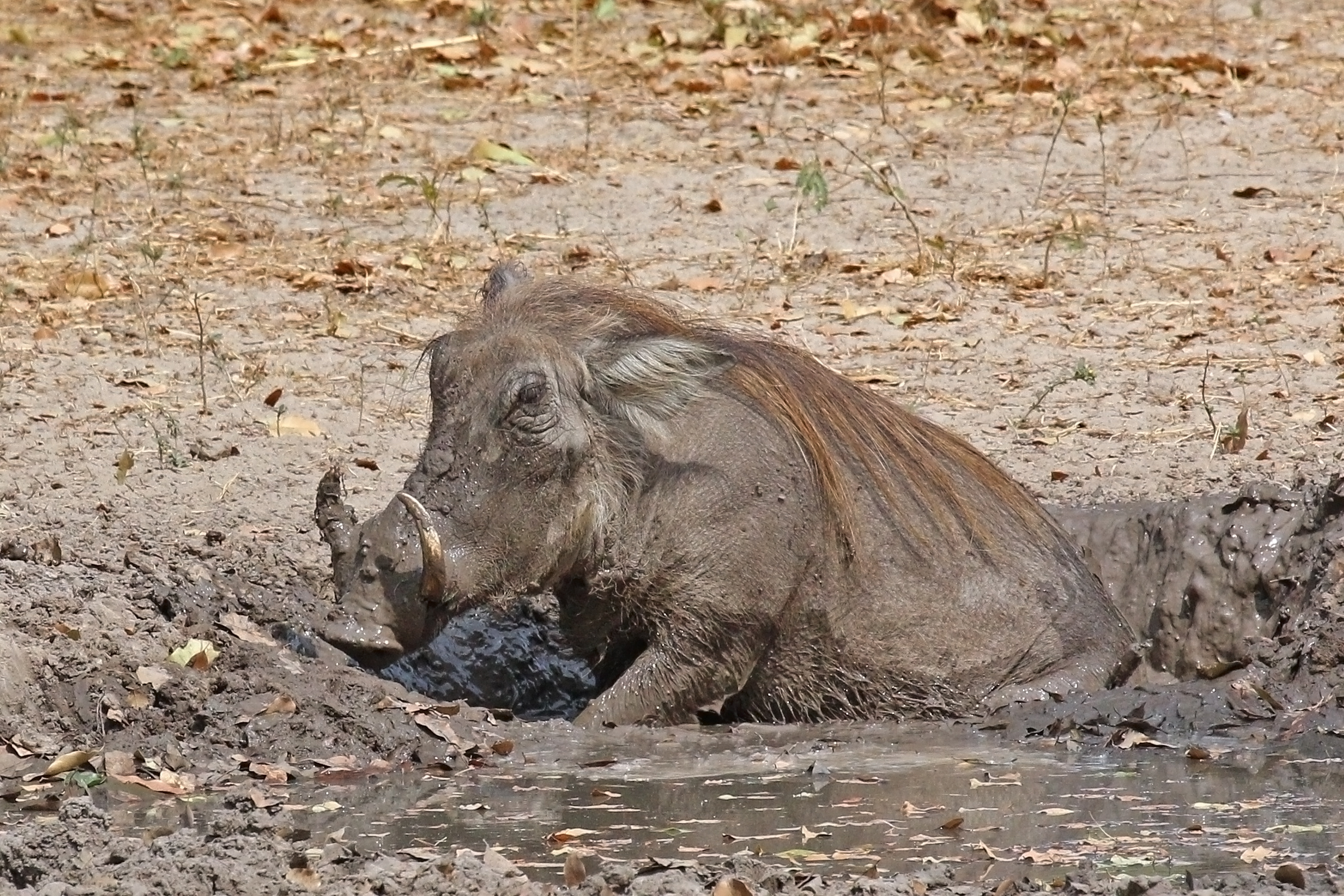
泥につかったイボイノシシ。セネガルのガンビア国境付近のファサラ動物保護区（英: Fathala Wildlife Reserve）にて。2016年2月27日。北緯13度38分45秒 西経16度26分59秒 / 北緯13.6459度 西経16.4498度